# Tomohisa Yoshida
Tomohisa Yoshida (født 27. maj 1984) er en tidligere japansk fodboldspiller.
Han har spillet for flere forskellige klubber i sin karriere, herunder Oita Trinita, Ehime FC og Mito HollyHock.